# Mahmud II
Mahmud II (tiếng Thổ Nhĩ Kỳ Ottoman: محمود ثانى, chuyển tự: Maḥmûd-u s̠ânî, tiếng Thổ Nhĩ Kỳ: II. Mahmud; 20 tháng 7 năm 1785 – 1 tháng 7 năm 1839) là Sultan của Đế chế Ottoman từ năm 1808 cho đến khi qua đời vào năm 1839. Thường được mệnh danh là "Peter Đại đế của Thổ Nhĩ Kỳ", Mahmud đã tiến hành các cải cách hành chính, quân sự và tài chính sâu rộng trong Đế chế Ottoman. Việc ông giải tán quân đoàn Janissary bảo thủ đã loại bỏ một trở ngại lớn đối với các cải cách của ông và những người kế nhiệm ông trong Đế chế. Triều đại của Mahmud cũng được đánh dấu bằng thất bại quân sự tiếp theo của Ottoman và mất lãnh thổ do các cuộc nổi dậy của chủ nghĩa dân tộc và sự can thiệp của các cường quốc châu Âu.
Mahmud lên ngôi sau một cuộc đảo chính năm 1808 đã phế truất người anh cùng cha khác mẹ của ông là Mustafa IV. Vào đầu thời kỳ trị vì của mình, Đế chế Ottoman đã nhượng Bessarabia cho Đế quốc Nga vào cuối Chiến tranh Nga-Thổ 1806–1812. Hy Lạp đã tiến hành một cuộc chiến tranh giành độc lập thành công bắt đầu vào năm 1821 với sự hỗ trợ của Anh, Pháp và Nga, và Mahmud buộc phải công nhận nhà nước Hy Lạp độc lập vào năm 1832. Người Ottoman đã mất thêm lãnh thổ vào tay Nga sau Chiến tranh Nga-Thổ (1828–1829), và Algérie thuộc Ottoman đã bị Pháp chinh phục bắt đầu từ năm 1830.
Sự suy tàn liên tục của Đế chế đã thuyết phục Mahmud tiếp tục các cuộc cải cách đã bị dừng lại trước khi ông lên nắm quyền. Năm 1826, ông đã dàn dựng Sự kiện may mắn, trong đó Kapıkulu bị bãi bỏ một cách cưỡng bức và nhiều thành viên của nó bị hành quyết, mở đường cho việc thành lập quân đội Ottoman hiện đại và các cuộc cải cách quân sự tiếp theo. Mahmud cũng đã thực hiện những thay đổi sâu rộng đối với bộ máy hành chính để tái lập quyền lực hoàng gia và tăng hiệu quả hành chính, cũng như giám sát việc tái tổ chức bộ ngoại giao Ottoman. Năm 1839, Mahmud đã thành lập Hội đồng Bộ trưởng. Ông qua đời vì bệnh lao vào cuối năm đó và được kế nhiệm bởi con trai ông là Abdül Mecid I, người sẽ tiếp tục thực hiện các nỗ lực hiện đại hóa của ông.

## Cuộc sống đầu đời
Mahmud II sinh ngày 20 tháng 7 năm 1785, vào tháng Ramadan. Ông là con trai của Abdul Hamid I và người vợ thứ 7 của ông là Nakşidil Kadin. Ông là con trai út của cha mình và là đứa con thứ 2 của mẹ mình, ông có một người anh trai là Şehzade Seyfullah Murad, hơn ông 2 tuổi và một người em gái là Saliha Sultan, kém ông 1 tuổi, cả hai đều qua đời khi còn nhỏ. Theo truyền thống, ông bị giam giữ tại Kafes sau cái chết của cha mình.

## Lên ngôi
Năm 1808, người tiền nhiệm và là anh cùng cha khác mẹ của Mahmud là Mustafa IV đã ra lệnh xử tử ông cùng với anh họ của mình là Sultan Selim III bị phế truất, để xoa dịu cuộc nổi loạn. Selim III đã bị giết, nhưng Mahmud được mẹ mình giấu an toàn và được đưa lên ngai vàng sau khi quân nổi loạn phế truất Mustafa IV. Người lãnh đạo cuộc nổi loạn này là Alemdar Mustafa Pasha, sau này trở thành tể tướng của Mahmud II.
Có nhiều câu chuyện xoay quanh hoàn cảnh ám sát ông. Một phiên bản của sử gia Ottoman thế kỷ XIX là Ahmed Cevdet Pasha đưa ra lời kể như sau: một trong những nô lệ của ông, một cô gái người Gruzia tên là Cevri, đang gom tro bụi khi nghe thấy tiếng náo loạn trong cung điện xung quanh vụ ám sát Selim III. Khi những kẻ ám sát tiếp cận các phòng hậu cung nơi Mahmud đang ở, cô đã có thể giữ chúng tránh xa một lúc bằng cách ném tro bụi vào mặt chúng, tạm thời làm chúng bị mù. Điều này cho phép Mahmud trốn thoát qua cửa sổ và trèo lên mái hậu cung. Rõ ràng là ông đã chạy đến mái của Cung điện thứ ba, nơi những người hầu khác nhìn thấy ông và giúp ông trèo xuống bằng những mảnh quần áo được buộc nhanh lại với nhau như một chiếc thang. Vào thời điểm này, một trong những người lãnh đạo cuộc nổi loạn, Alemdar Mustafa Pasha đã đến cùng với những người lính có vũ trang của mình và khi nhìn thấy xác chết của Selim III đã tuyên bố Mahmud là padishah. Cô gái nô lệ Cevri Kalfa đã được trao tặng giải thưởng vì lòng dũng cảm và lòng trung thành của cô và được bổ nhiệm làm haznedar usta, thủ quỹ chính của Harem Hoàng gia, đây là vị trí quan trọng thứ hai trong hệ thống cấp bậc. Một cầu thang đá đơn giản tại Altınyol (Con đường vàng) của Harem được gọi là Cầu thang Cevri (Jevri) Kalfa, vì các sự kiện dường như xảy ra xung quanh đó và có liên quan đến cô.
Một số Janissary đưa Mahmud lên nắm quyền đã cân nhắc các ứng cử viên khác để đưa lên ngôi. Các ứng cử viên khác bao gồm Esma Sultan, người đứng đầu dòng Mevlevi ở Konya, hoặc một hoàng tử từ triều đại Giray của Hãn quốc Krym trước đây.

## Tổng quan về triều đại
Vị tể tướng đã chủ động khôi phục các cải cách đã bị chấm dứt bởi cuộc đảo chính bảo thủ năm 1807 đưa Mustafa IV lên nắm quyền. Tuy nhiên, ông đã bị giết trong một cuộc nổi loạn năm 1808 và Mahmud II tạm thời từ bỏ các cải cách. Những nỗ lực cải cách sau này của Mahmud II sẽ thành công hơn nhiều.

### Chiến tranh Nga-Thổ 1806–1812
Sau khi Mahmud II trở thành sultan, các cuộc chiến tranh biên giới của Ottoman với người Nga vẫn tiếp diễn. Năm 1810, người Nga bao vây pháo đài Silistre lần thứ hai. Khi Hoàng đế Napoleon I của Pháp tuyên chiến với Nga vào năm 1811, áp lực của Nga lên biên giới Ottoman đã giảm bớt, khiến Mahmud nhẹ nhõm. Vào thời điểm này, Napoleon sắp bắt đầu cuộc xâm lược Nga. Ông cũng mời người Ottoman tham gia cuộc hành quân của mình vào Đế quốc Nga. Tuy nhiên, Napoleon, người đã xâm lược toàn bộ châu Âu ngoại trừ Vương quốc Anh và Đế chế Ottoman, không thể tin tưởng và chấp nhận làm đồng minh; Mahmud đã từ chối lời đề nghị. Hiệp định Bucharest đã đạt được với người Nga vào ngày 28 tháng 5 năm 1812. Theo Hiệp ước Bucharest (1812), Đế chế Ottoman đã nhượng lại nửa phía đông của Moldavia cho Nga (đổi tên lãnh thổ này thành Bessarabia), mặc dù đã cam kết bảo vệ khu vực đó. Nga trở thành một thế lực mới ở khu vực hạ lưu sông Danube và có một biên giới có lợi về kinh tế, ngoại giao và quân sự. Ở Ngoại Kavkaz, Đế chế Ottoman đã lấy lại gần như tất cả những gì đã mất ở phía đông: Poti, Anapa và Akhalkalaki. Nga giữ lại Sukhum-Kale trên bờ biển Abkhazia. Đổi lại, Sultan chấp nhận việc Nga sáp nhập Vương quốc Imereti vào năm 1810. Hiệp ước đã được Hoàng đế Aleksandr I của Nga chấp thuận vào ngày 11 tháng 6, khoảng 13 ngày trước khi cuộc xâm lược của Napoleon bắt đầu. Các chỉ huy Nga đã có thể đưa nhiều binh lính của họ ở Bán đảo Balkan trở lại các khu vực phía tây của đế chế trước cuộc tấn công dự kiến của Napoleon.

### Chiến tranh chống lại nhà nước Saudi

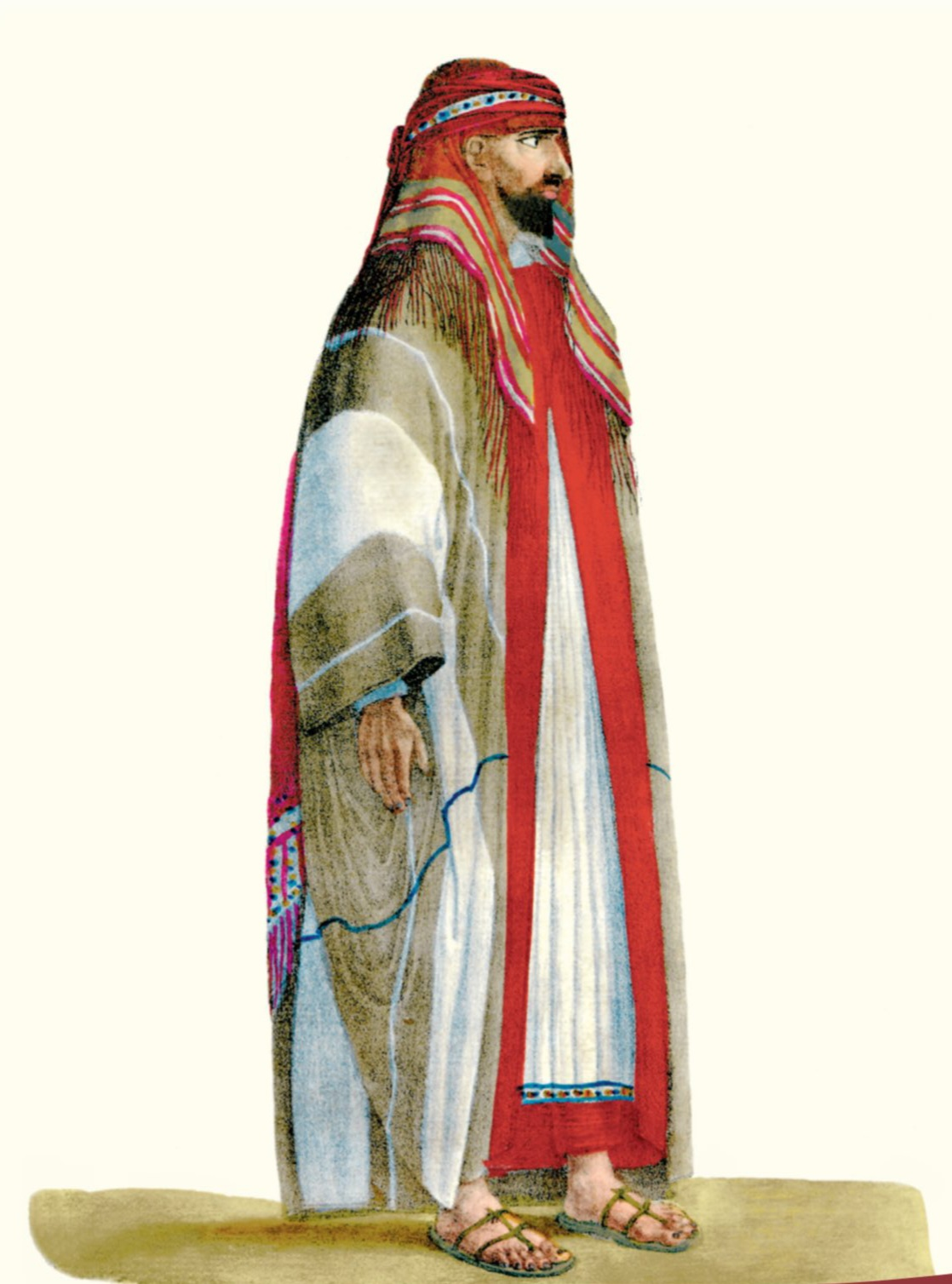
Abdullah bin Saud.

Trong những năm đầu trị vì của Mahmud II, thống đốc Ai Cập là Muhammad Ali Pasha đã tiến hành thành công Chiến tranh Ottoman-Saudi và giành lại các thành phố linh thiêng Medina (1812) và Mecca (1813) từ Nhà nước Saudi đầu tiên.
Abdullah bin Saud và Nhà nước Saudi đầu tiên đã cấm người Hồi giáo từ Đế chế Ottoman vào các đền thờ linh thiêng ở Mecca và Medina; những người theo ông cũng đã xúc phạm đến lăng mộ của Ali bin Abu Talib, Hassan ibn Ali và Hussein ibn Ali. Abdullah bin Saud và hai người theo ông đã bị chặt đầu công khai vì tội ác chống lại các thành phố linh thiêng và nhà thờ Hồi giáo.

### Chiến tranh độc lập Hy Lạp

Chữ ký cách điệu của Sultan Mahmud II của Đế quốc Ottoman được viết bằng Thư pháp Hồi giáo. Nội dung là "Mahmud Khan con trai của Abdulhamid mãi mãi chiến thắng".

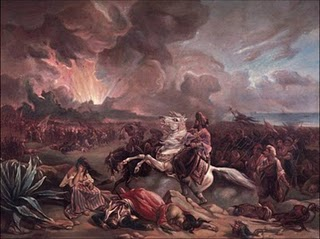
Ibrahim Pasha của Ai Cập tấn công Missolonghi

Triều đại của ông cũng đánh dấu sự ly khai đầu tiên khỏi Đế chế Ottoman, với việc Hy Lạp tuyên bố độc lập sau cuộc nổi loạn bắt đầu vào năm 1821. Sau tình hình bất ổn liên tục, ông đã ra lệnh hành quyết Thượng phụ Đại kết thành Constantinopolis là Gregory V vào Chủ nhật Phục sinh năm 1821 vì không thể ngăn chặn cuộc nổi loạn. Trong Trận Erzurum (1821), một phần của Chiến tranh Ottoman-Ba Tư (1821–1823), lực lượng vượt trội của Mahmud II đã bị Abbas Mirza đánh bại, dẫn đến chiến thắng của người Ba Tư Qajar được xác nhận trong Hiệp ước Erzurum. Vài năm sau, vào năm 1827, hải quân Anh, Pháp và Nga kết hợp đã đánh bại Hải quân Ottoman trong Trận Navarino; sau đó, Đế chế Ottoman buộc phải công nhận sự độc lập của Hy Lạp thông qua Hiệp ước Constantinople vào tháng 7 năm 1832. Sự kiện này, cùng với cuộc chinh phục Algeria của Pháp, một tỉnh của Ottoman (xem Algérie thuộc Ottoman) vào năm 1830, đánh dấu sự khởi đầu cho quá trình tan rã dần dần của Đế chế Ottoman. Các nhóm dân tộc không phải người Thổ Nhĩ Kỳ sinh sống trên các lãnh thổ của đế chế, đặc biệt là ở châu Âu, đã bắt đầu các phong trào giành độc lập của riêng họ.

### Sự kiện may mắn
Một trong những hành động đáng chú ý nhất của Mahmud II trong thời gian trị vì của ông là việc tiêu diệt quân đoàn Janissary vào tháng 6 năm 1826. Ông đã thực hiện điều này với sự tính toán cẩn thận bằng cách sử dụng cánh quân mới được cải tổ của mình nhằm thay thế quân Janissary. Khi quân Janissary biểu tình phản đối các cải cách quân sự do Mahmud II đề xuất, ông đã ra lệnh nổ súng vào doanh trại của họ sau khi họ thực sự đè bẹp quân đội Ottoman tinh nhuệ trước đây và đốt cháy khu rừng Belgrade bên ngoài Istanbul để thiêu rụi bất kỳ tàn tích nào. Điều này cho phép thành lập một đội quân nghĩa vụ theo phong cách châu Âu, chủ yếu được tuyển dụng từ những người nói tiếng Thổ Nhĩ Kỳ ở Rumelia và Tiểu Á. Mahmud cũng chịu trách nhiệm cho việc khuất phục Mamluk Iraq của Ali Ridha Pasha vào năm 1831. Ông đã ra lệnh xử tử Ali Pasha xứ Ioannina. Ông đã cử Đại tể tướng của mình đến xử tử chỉ huy quân đội Bosniak là Husein Gradaščević và giải tán Bosnia Eyalet.

### Chiến tranh Nga - Thổ năm (1828 - 1829)
Một cuộc chiến tranh Nga-Thổ Nhĩ Kỳ khác (1828-1829) nổ ra dưới triều đại của Mahmud II và đã diễn ra mà không có lính Janissary. Thống chế Hans Karl von Diebitsch được trang bị khí giới đầy đủ, (theo lời của Nam tước Moltke) "với danh tiếng về thành công bất khả chiến bại". Ông đã được mệnh danh là Sabalskanski (người vượt qua Balkan). Bỏ qua pháo đài Shumla, ông đã hành quân qua Balkan, xuất hiện trước Adrianople. Sultan Mahmud II vẫn kiểm soát được lực lượng của mình, giương cao lá cờ của nhà tiên tri và tuyên bố ý định đích thân chỉ huy quân đội. Để chuẩn bị làm như vậy, ông đã xuất hiện, một cách thiếu sáng suốt, không cưỡi ngựa mà là trên xe ngựa. Tại Divan, các đại sứ Anh và Pháp đã thúc giục ông cầu hòa.

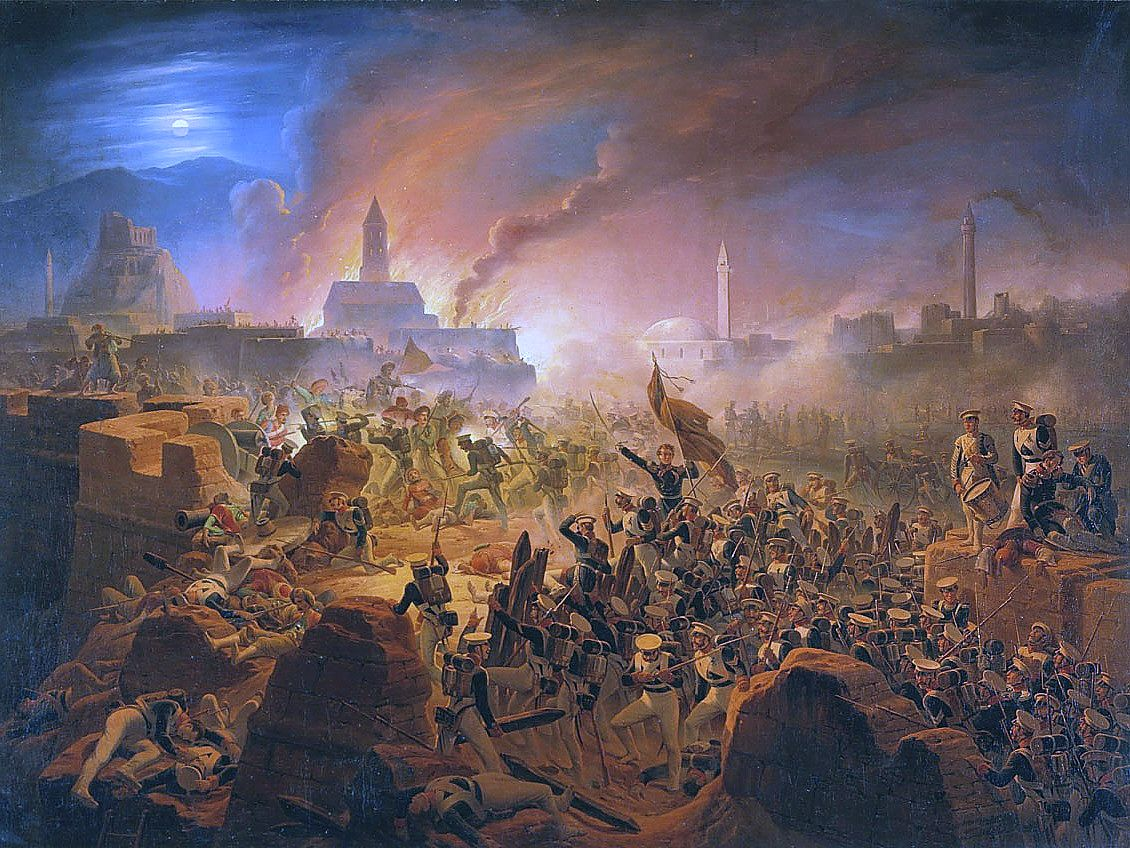
Trận Akhalzic (1828), bởi January Suchodolski. Sơn dầu trên vải, 1839.
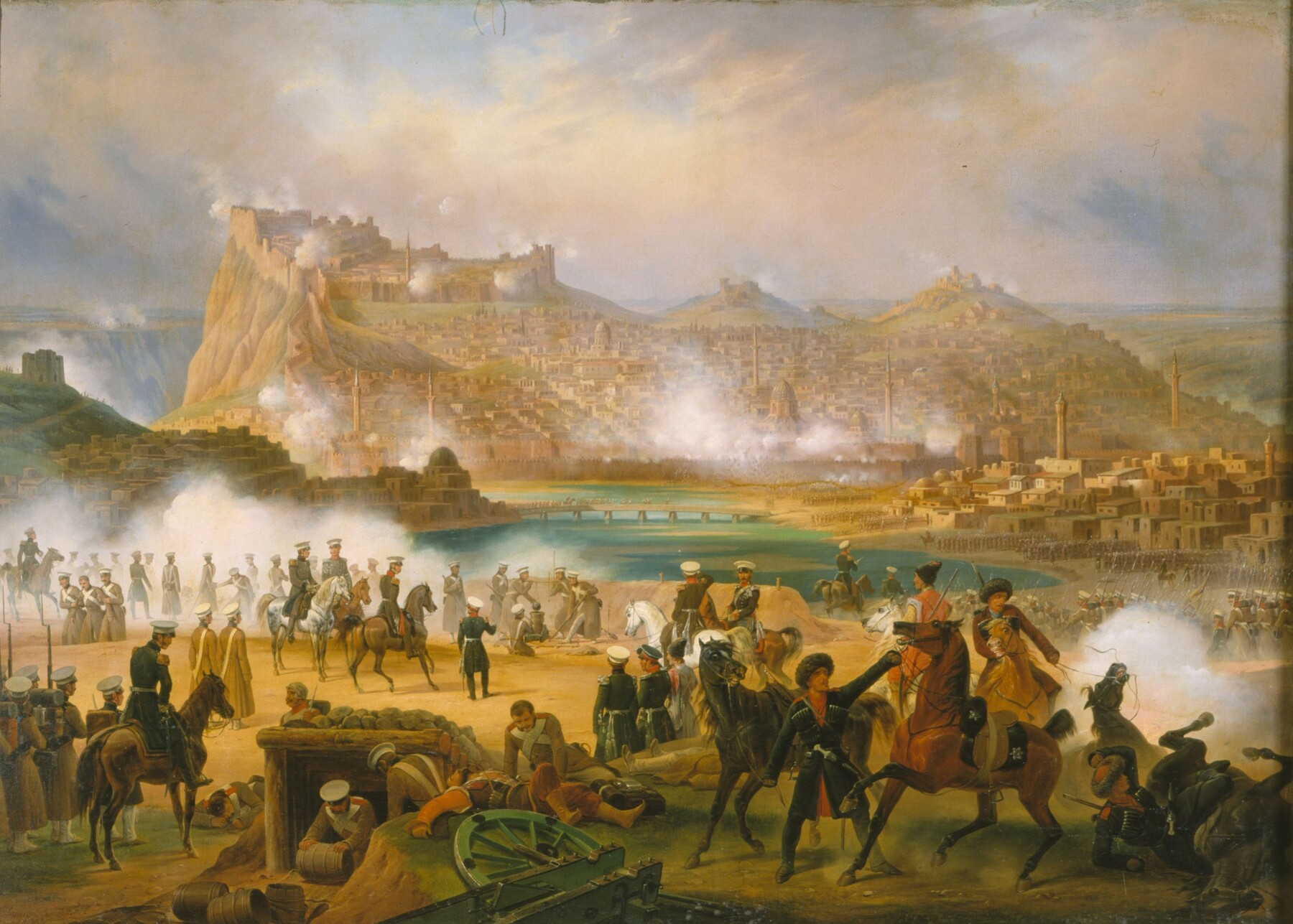
Lực lượng Nga tiến đến và gây ra Cuộc vây hãm Kars (1828), bởi January Suchodolski.

### Cải cách chính phủ

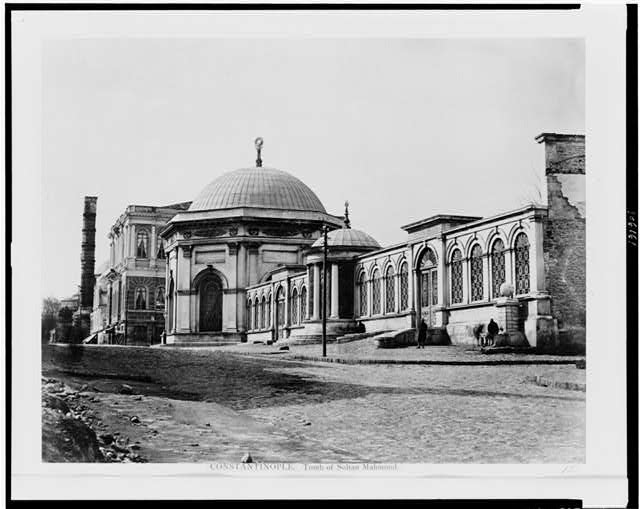
Lăng mộ của Sultan Mahmud II trong giai đoạn 1860–1890.

Năm 1839, ngay trước khi qua đời, ông bắt đầu chuẩn bị cho kỷ nguyên cải cách Tanzimat bao gồm việc thành lập Hội đồng Bộ trưởng hay Meclis-i Vukela.:49 Tanzimat đánh dấu sự khởi đầu của quá trình hiện đại hóa ở Đế chế Ottoman và có tác động ngay lập tức đến các khía cạnh xã hội và pháp lý của cuộc sống trong Đế chế, chẳng hạn như trang phục theo phong cách châu Âu, kiến trúc, luật pháp, tổ chức thể chế và cải cách ruộng đất.
Ông cũng quan tâm đến các khía cạnh truyền thống. Ông đã nỗ lực rất nhiều để khôi phục môn bắn cung. Ông đã ra lệnh cho bậc thầy bắn cung Mustafa Kani viết một cuốn sách về lịch sử, cấu tạo và cách sử dụng cung tên Thổ Nhĩ Kỳ, từ đó xuất hiện hầu hết những gì hiện được biết đến về môn bắn cung Thổ Nhĩ Kỳ.
Mahmud II qua đời vì bệnh lao vào năm 1839. Đám tang của ông có sự tham dự của đám đông người dân đến để tiễn biệt. Con trai ông là Abdül Mecid I kế vị ông và tuyên bố ý định tổ chức lại Tanzimat bằng Sắc lệnh Gülhane.

## Cải cách

### Cải cách pháp lý

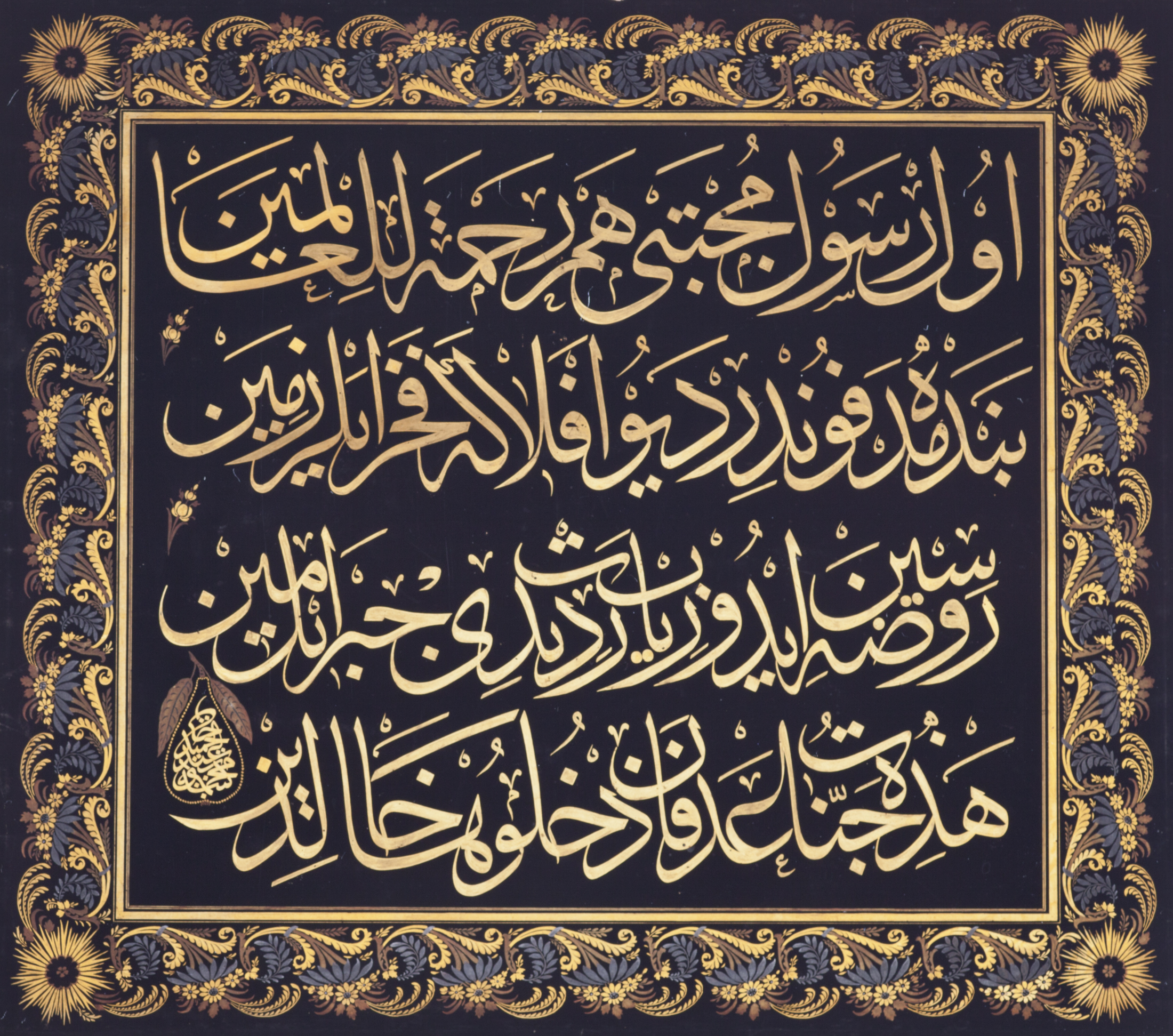
Bài thơ ca ngợi nhà tiên tri Muhammad, được viết tay và ký bởi Mahmud II

Trong số các cải cách của ông có các sắc lệnh (hay firman), theo đó ông đóng cửa Toà tịch thu và tước đi phần lớn quyền lực của Pasha.
Trước sắc lệnh firman đầu tiên, tài sản của tất cả những người bị trục xuất hoặc bị kết án tử hình đều bị tịch thu cho hoàng gia; và động cơ tố cáo cho các hành vi tàn ác do đó vẫn tiếp tục hoạt động, bên cạnh việc khuyến khích một loạt những kẻ tố cáo.
Sắc lệnh firman thứ hai đã xóa bỏ quyền cổ xưa của các thống đốc Thổ Nhĩ Kỳ trong việc kết án tử hình ngay lập tức theo ý muốn của họ; Paşas, Ağas và các viên chức khác được lệnh rằng "họ không được tự ý áp dụng hình phạt tử hình đối với bất kỳ người đàn ông nào, dù là Raya hay Turk, trừ khi được ủy quyền bởi một bản án hợp pháp do Kadı tuyên bố và được thẩm phán ký thường xuyên". Mahmud cũng tạo ra một hệ thống kháng cáo theo đó tội phạm có thể nộp đơn kháng cáo lên một trong những Kazasker (thẩm phán quân sự trưởng) của Châu Á hoặc Châu Âu, và cuối cùng là lên chính Sultan, nếu tội phạm chọn theo đuổi kháng cáo xa hơn nữa.
Cùng thời điểm Mahmud II ban hành những thay đổi này, ông đã đích thân nêu gương cải cách bằng cách thường xuyên tham dự Divan, hay hội đồng nhà nước, thay vì kiêng tham dự. Thực tế Sultan tránh tham dự Divan đã có từ lâu đời, từ thời trị vì của Suleiman I, và được một nhà sử học Thổ Nhĩ Kỳ coi là một trong những nguyên nhân dẫn đến sự suy tàn của Đế chế gần 2 thế kỷ trước thời Mahmud II.
Mahmud II cũng giải quyết một số vụ lạm dụng tồi tệ nhất liên quan đến vakıfs, bằng cách đặt doanh thu của họ dưới sự quản lý của nhà nước (xem Bộ Evkaf). Tuy nhiên, ông đã không mạo hiểm áp dụng khối tài sản khổng lồ này vào mục đích chung của chính phủ. Các hoạt động hiện đại hóa của ông bao gồm việc nới lỏng nhiều hạn chế đối với đồ uống có cồn trong Đế chế, và bản thân sultan cũng được biết đến là thường uống rượu xã giao với các bộ trưởng của mình. Vào cuối triều đại của mình, các cải cách của ông đã bình thường hóa việc uống rượu trong tầng lớp thượng lưu và các nhân vật chính trị trong Đế chế.
Tình hình tài chính của Đế chế rất khó khăn trong thời gian ông trị vì, và một số tầng lớp xã hội từ lâu đã phải chịu sự áp bức của các loại thuế nặng. Khi giải quyết những vấn đề phức tạp nảy sinh, Mahmud II được coi là đã thể hiện tinh thần tốt nhất của những người giỏi nhất trong số những người Köprülüs. Một firma có ngày 22 tháng 2 năm 1834, đã bãi bỏ các khoản phí phiền hà mà các viên chức nhà nước, khi đi qua các tỉnh, từ lâu đã quen với việc thu tiền của người dân. Theo cùng một sắc lệnh, mọi khoản thu tiền, ngoại trừ hai kỳ nửa năm thường lệ, đều bị lên án là lạm dụng. "Không ai là không biết", Sultan Mahmud II đã nói trong văn kiện này, "rằng tôi có nghĩa vụ hỗ trợ tất cả thần dân của mình chống lại các thủ tục phiền nhiễu; nỗ lực không ngừng để giảm bớt gánh nặng cho họ thay vì tăng thêm gánh nặng, và đảm bảo hòa bình và sự yên tĩnh. Do đó, những hành động áp bức đó vừa trái với ý muốn của Chúa, vừa trái với các mệnh lệnh của đế quốc của tôi".
Haraç, hay thuế đầu người, mặc dù ở mức vừa phải và miễn cho những người nộp thuế khỏi nghĩa vụ quân sự, nhưng từ lâu đã trở thành công cụ của chế độ chuyên chế thô bạo thông qua sự hỗn láo và hành vi sai trái của những người thu thuế của chính phủ. Firman năm 1834 đã bãi bỏ chế độ đánh thuế cũ và chỉ định rằng chế độ này sẽ được tăng lên bởi một ủy ban gồm Kadı, các thống đốc Hồi giáo và Ayan, hoặc các thủ lĩnh thành phố Rayas ở mỗi quận. Nhiều cải thiện tài chính khác đã được thực hiện. Bằng một loạt các biện pháp quan trọng khác, chính quyền hành chính đã được đơn giản hóa và củng cố, và một số lượng lớn các chức vụ nhàn rỗi đã bị bãi bỏ. Sultan Mahmud II đã đưa ra một tấm gương cá nhân có giá trị về sự sáng suốt và tiết kiệm, bằng cách tổ chức gia đình hoàng gia, bãi bỏ mọi chức danh không có nhiệm vụ và mọi viên chức hưởng lương không có chức năng.

### Cải cách quân sự

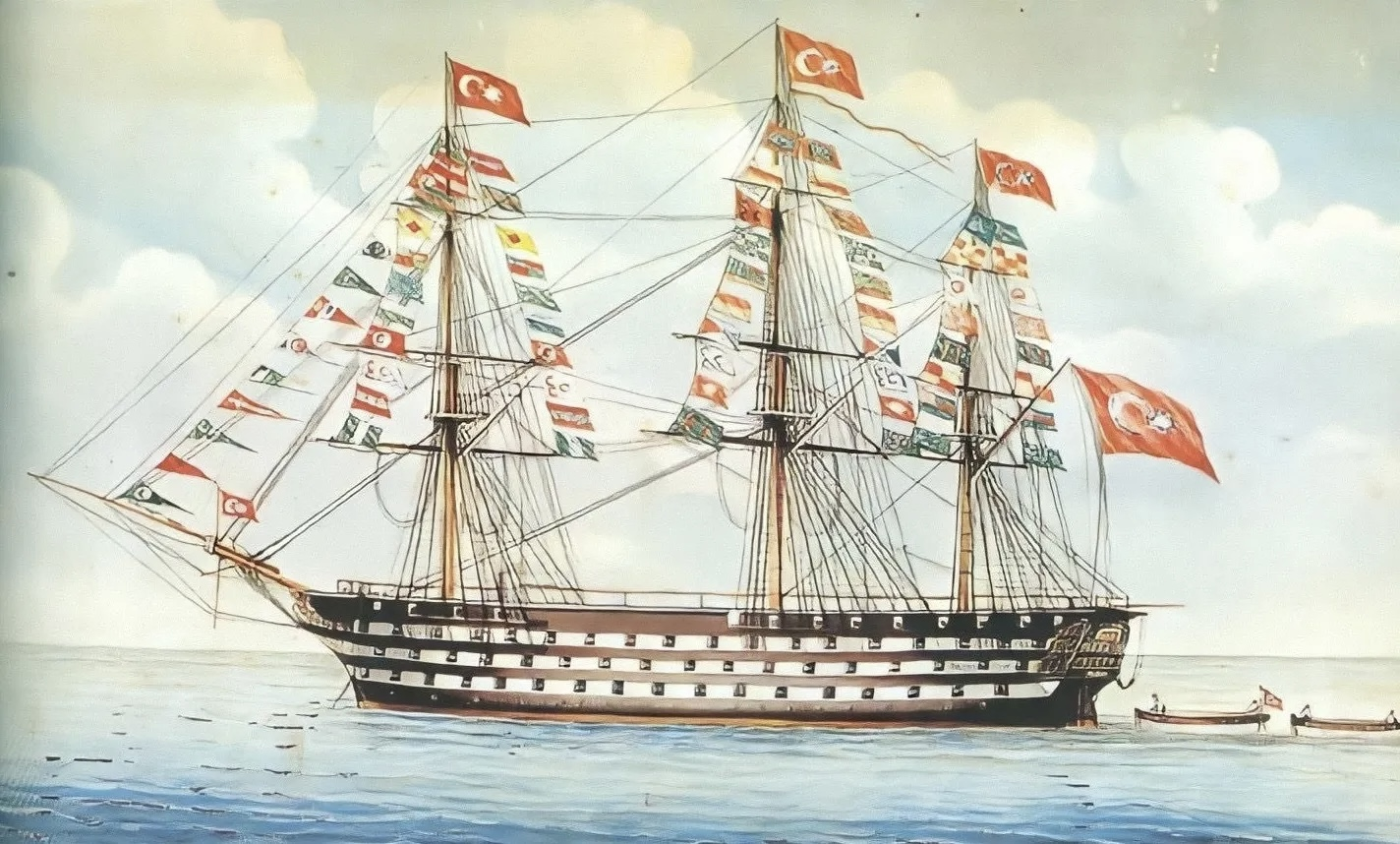
Mahmudiye (1829), do Kho vũ khí hoàng gia đóng trên Sừng Vàng ở Constantinople, trong nhiều năm là tàu chiến lớn nhất thế giới. kadem 201 x 56, hay 76,15 × 21,22 m tàu chiến tuyến được trang bị 128 khẩu đại bác trên 3 boong và chở 1.280 thủy thủ trên tàu. Nó đã tham gia vào nhiều trận hải chiến quan trọng, bao gồm Vây hãm Sevastopol (1854–1855) trong Chiến tranh Krym.

Mahmud II đã giải quyết hiệu quả các thái ấp quân sự, "Timar" và "Ziamet". Những thái ấp này được thành lập để cung cấp lực lượng quân sự hiệu quả cũ, nhưng đã không còn phục vụ mục đích này từ lâu. Bằng cách giao chúng cho các lãnh địa công cộng, Mahmud II đã tăng cường đáng kể nguồn lực của nhà nước và chấm dứt vô số nạn tham nhũng. Một trong những hành động kiên quyết nhất trong thời kỳ cai trị của ông là đàn áp Dere Beys, các thủ lĩnh địa phương thế tập (có quyền đề cử người kế vị nếu không có người thừa kế nam), những người, một trong những hành vi lạm dụng tồi tệ nhất của chế độ phong kiến Ottoman, đã tự biến mình thành những hoàng thân nhỏ ở hầu hết mọi tỉnh của đế chế.
Việc thu hẹp các chế độ phong kiến bất tuân này không bị ảnh hưởng ngay lập tức, hoặc không có những cuộc đấu tranh dữ dội và các cuộc nổi loạn thường xuyên. Mahmud II kiên trì thực hiện biện pháp lớn này và cuối cùng đảo Síp đã trở thành phần duy nhất của đế chế mà quyền lực không xuất phát từ Sultan được phép giữ lại bởi Dere Beys.
Một trong những thành tựu đáng chú ý nhất của ông là việc bãi bỏ (thông qua việc sử dụng vũ lực quân sự, hành quyết và lưu đày, và lệnh cấm Bektashi) của quân đoàn Janissary, sự kiện được gọi là Sự kiện may mắn, vào năm 1826 và thành lập một đội quân Ottoman hiện đại, được đặt tên là Asakir-i Mansure-i Muhammediye (có nghĩa là 'Những người lính chiến thắng của Muhammad' trong tiếng Thổ Nhĩ Kỳ Ottoman).
Sau khi Ottoman mất quyền kiểm soát Hy Lạp sau Trận Navarino trước đội tàu chiến Anh-Pháp-Nga vào năm 1827, Mahmud II đã ưu tiên hàng đầu cho việc xây dựng lại một lực lượng hải quân Ottoman hùng mạnh. Những tàu hơi nước đầu tiên của Hải quân Ottoman được mua vào năm 1828. Năm 1829, tàu chiến lớn nhất thế giới trong nhiều năm, tàu chiến tuyến Mahmudiye 201 x 56 kadem (1 kadem = 37,887 cm) hoặc 76,15 m × 21,22 m (249,8 ft × 69,6 ft), có 128 khẩu đại bác trên 3 boong và chở 1.280 thủy thủ trên tàu, được chế tạo cho Hải quân Ottoman tại Xưởng hải quân Hoàng gia (Tersâne-i Âmire) trên Sừng Vàng ở Constantinople (kadem, có nghĩa là "foot", thường bị hiểu sai là có chiều dài tương đương với một foot Anh, do đó có kích thước được chuyển đổi sai là "201 x 56 ft hoặc 62 x 17 m" trong một số nguồn.)

## Những cải cách khác
Trong thời gian trị vì của mình, Mahmud II cũng đã tiến hành cải cách toàn diện bộ máy quan liêu nhằm tái lập quyền lực hoàng gia và tăng hiệu quả hành chính của chính phủ. Điều này được thực hiện bằng cách bãi bỏ các chức vụ cũ, đưa ra các vị trí mới và tăng lương nhằm chấm dứt nạn hối lộ. Năm 1838, ông thành lập hai tổ chức nhằm đào tạo các quan chức chính phủ. Năm 1831, Mahmud II cũng thành lập một công báo chính thức, Takvim-i Vekayi (Lịch sự kiện). Đây là tờ báo đầu tiên được xuất bản bằng tiếng Thổ Nhĩ Kỳ Ottoman và là tài liệu đọc bắt buộc đối với tất cả các công chức.
Trang phục cũng là một khía cạnh thiết yếu trong các cuộc cải cách của Mahmud II. Ông bắt đầu bằng cách chính thức áp dụng mũ fez cho quân đội sau khi xóa bỏ quân Janissary vào năm 1826, điều này đánh dấu sự thay đổi so với phong cách trang phục quân đội cũ. Ngoài ra, ông còn ra lệnh cho các quan chức dân sự cũng áp dụng một chiếc mũ fez tương tự nhưng đơn giản để phân biệt họ với quân đội. Ông cũng lên kế hoạch để dân chúng áp dụng điều này, vì ông mong muốn một diện mạo đồng nhất cho xã hội Ottoman với luật điều chỉnh năm 1829. Không giống như các sắc lệnh về trang phục của Sultan trước đây và của các xã hội khác, Mahmud II muốn mọi cấp chính quyền và dân thường đều giống nhau. Ông đã phải đối mặt với sự phản đối đáng kể đối với các biện pháp này, đặc biệt là từ các nhóm tôn giáo, người lao động và quân nhân vì lý do truyền thống, tôn giáo và thực tế. Các bức chân dung của Mahmud II cũng cung cấp cái nhìn sâu sắc có giá trị về tâm lý ăn mặc của ông, khi ông chuyển sang phong cách châu Âu hơn và mũ fez sau năm 1826.
Ngoài những cải cách này, Mahmud II cũng đóng vai trò quan trọng trong việc thành lập và phát triển một văn phòng ngoại giao Ottoman. Trong khi ông xây dựng dựa trên các yếu tố nền tảng của Selim III về ngoại giao quốc tế, Mahmud II là người đầu tiên tạo ra chức danh Bộ trưởng Ngoại giao và Thứ trưởng vào năm 1836. Ông coi trọng rất nhiều đến chức vụ này và coi mức lương và cấp bậc ngang bằng với các chức vụ quân sự và dân sự cao nhất. Mahmud II cũng mở rộng Văn phòng Ngôn ngữ và Văn phòng Biên dịch, và đến năm 1833, chúng bắt đầu phát triển cả về quy mô và tầm quan trọng. Sau khi tổ chức lại các văn phòng này, ông cũng tiếp tục những nỗ lực của Selim nhằm tạo ra một hệ thống đại diện ngoại giao thường trực tại châu Âu. Năm 1834, các đại sứ quán thường trực của châu Âu được thành lập với đại sứ quán đầu tiên ở Paris. Bất chấp những khó khăn đi kèm với những hành động này, việc mở rộng ngoại giao đã làm tăng sự truyền tải các ý tưởng có tác động cách mạng đến sự phát triển của bộ máy quan liêu và toàn bộ xã hội Ottoman.

## Gia đình

### Phối ngẫu
Mahmud II có ít nhất 19 người vợ:
- Fatma Kadın (? – tháng 2 năm 1809). BaşKadin (Người phối ngẫu đầu tiên) trong một năm trước khi bà qua đời.
- Alicenab Kadın (? – trước 1839). BaşKadin sau cái chết của Fatma. Mẹ của ít nhất một đứa con trai.
- Hacıye Pertevpiyale Nevfidan Kadın (4 tháng 1 năm 1793 – 27 tháng 12 năm 1855). Người vợ lẽ của Mahmud khi ông còn là hoàng tử (đã thụ thai đứa con gái đầu lòng của họ, Fatma Sultan, sinh ra 6 tháng sau khi cha cô lên ngôi, trong thời gian này, do đó vi phạm các quy tắc của hậu cung cấm các hoàng tử sinh con cho đến khi lên ngôi), trở thành BaşKadin sau cái chết của Alicenab. Bà là mẹ của ít nhất một người con trai và bốn người con gái, và bà cũng nuôi dưỡng Adile Sultan khi cô bé mồ côi vào năm 1830. Abdül Mecid I đã cho phép bà đi hành hương đến Mecca, nơi đã mang lại cho bà cái tên "Haciye".
- Dilseza Kadın (? – 1816). Kadın thứ hai. Mẹ của ít nhất 2 người con trai. Được chôn cất tại lăng mộ của Cung điện Dolmabahçe.
- Mislinayab Kadın (? – trước năm 1825). Kadın thứ hai. Được chôn cất tại Lăng mộ Nakşidil Sultan.
- Kameri Kadın (? – trước 1825). Còn được gọi là Kamerfer Kadın. Kadın thứ hai. Được chôn cất trong lăng mộ Nakşidil Sultan.
- Ebrirefar Kadın (? – trước 1825). Còn được gọi là Ebrureftar Kadın. Kadın thứ hai. Được chôn cất trong lăng mộ Nakşidil Sultan.
- Bezmialem Kadın (1807 – 2 tháng 5 năm 1853). Còn được gọi là Bazimialam Kadın. Người Gruzia, cô được giáo dục bởi Esma Sultan, em gái của Mahmud II, và lần đầu tiên trở thành phối ngẫu, cô làm việc trong hamam (phòng tắm) của cung điện của mình. Kadın thứ ba và sau đó là Kadin thứ hai từ năm 1832. Mẹ hợp pháp của Abdülmecid I.
- Aşubcan Kadin (1793 – 10 tháng 6 năm 1870). Mẹ của ít nhất 3 cô con gái. Quinta Kadın vào năm 1811 và sau đó là Kadin thứ hai.
- Vuslat Kadın (? – tháng 5 năm 1831). Kadin thứ ba.
- Zernigar Kadın (? – 1830). Là người gốc Armenia, tên thật của cô là Maryam. Được giáo dục bởi Esma Sultan, em gái cùng cha khác mẹ của Mahmud II. Mẹ của 1 cô con gái. Ikbal thứ tư năm 1826, sau đó là Kadın thứ bảy và cuối cùng là Kadın thứ ba.
- Nurtab Kadın (1810 – 2 tháng 1 năm 1886). Kadın thứ tư. Bà là mẹ nuôi của Şevkefza Sultan, mẹ của Murad V. Được chôn trong lăng mộ Mahmud II.
- Hacıye Hoşyar Kadın (? – 1859, Mecca). Mẹ của hai cô con gái. Kadın thứ ba và sau đó là thứ hai. Cao và tóc vàng, bà được Beyhan Sultan, con gái của Mustafa III, giáo dục.
- Pervizfekek Kadın (? – 21 tháng 9 năm 1863). Mẹ của ít nhất 3 cô con gái. Bà là Kadın thứ sáu vào năm 1824. Bà được chôn cất tại lăng mộ Mahmud II.
- Pertevniyal Kadın (1812 – 5 tháng 2 năm 1883). Mẹ của 2 người con trai, bao gồm Abdülaziz I. Ikbal thứ hai và sau đó là Kadın thứ năm.
- Hüsnimelek Hanim (1807/1812 – tháng 10 năm 1867). Còn được gọi là Hüsnümelek Hanim. BaşIkbal (Ikbal đầu tiên). Bà được giáo dục của Esma Sultan, em gái của Mahmud II. Ông đã nhìn thấy cô chơi đàn tại một bữa tiệc do chị gái cô tổ chức và đã yêu cầu chơi đàn cho mình. Bà có tài năng âm nhạc tuyệt vời, và bà đã sáng tác một bài hát cho sultan, có tựa đề Hüsnümelek bir peridir/Cümlesinin dilberidir. Bà không sống trong hậu cung mà ở một khu riêng biệt của cung điện. Sau khi Mahmud qua đời, bà trở thành giáo viên dạy khiêu vũ tại hậu cung của người thừa kế và con trai của ông là Abdül Mecid I. Được chôn cất tại lăng mộ Mahmud II.
- Tiryal Hanim (1810–1883). Ikbal thứ ba. Có lẽ là mẹ của 1 đứa trẻ, bà yêu quý Abdülaziz I như thể ông là con trai ruột của mình, và ông cũng coi bà là người mẹ thứ hai, đến nỗi trong suốt thời gian trị vì của mình, ông đã đảm bảo cho bà được đối xử giống như mẹ ruột của mình, cho bà sống trong Cung điện Beylerbeyi và ban cho bà sự giàu có và uy tín, và mọi người đều coi Tiryal là Valide Sultan thứ hai. Tiriyal đã tặng biệt thự của mình ở Çamlıca cho Şehzade Yusuf Izzedin, con trai cả của Abdülaziz, người mà bà coi là cháu trai của mình. Ông đã xây dựng một gian hàng bằng kính và đài phun nước ở Çamlıca và một đài phun nước thứ hai ở Üsküdar. Bà đã chăm lo cho việc học của Dilpesend Kadın, người đã trở thành vợ của Abdul Hamid II, cháu trai của Mahmud II thông qua con trai của ông là Abdül Mecid I. Bà được chôn cất tại Yeni Cami, trước đài phun nước được xây dựng theo tên bà.
- Lebrizfelek Hanim (1810 – 9 tháng 2 năm 1865). Ikbal thứ tư. Bà mất tại Cung điện Dolmabahçe và được chôn cất tại sân của Yeni Cami.
- Verdicenan Hanım.

### Con trai

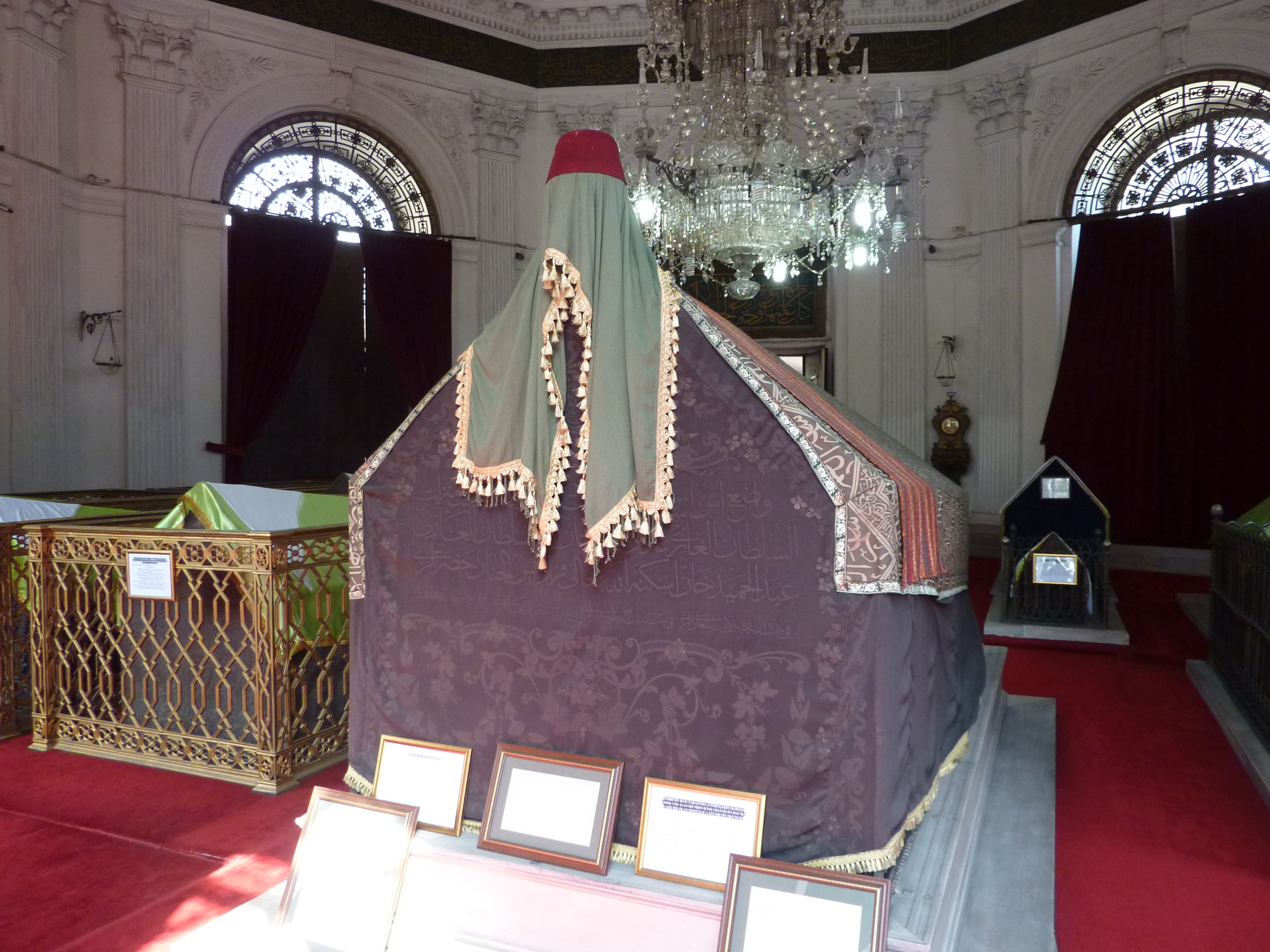
quan tài của Sultan Mahmud II tại nơi chôn cất

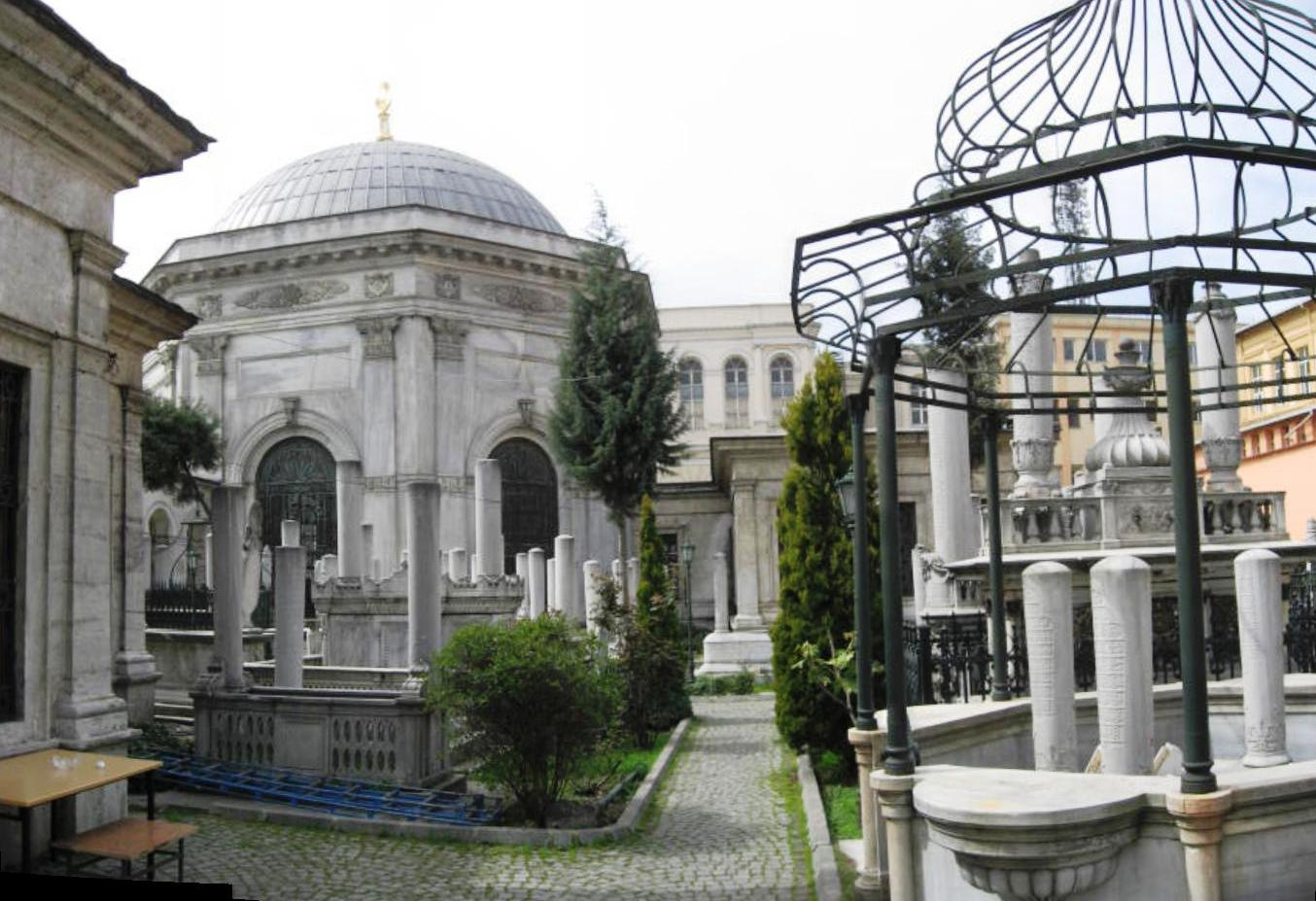
Quang cảnh bên ngoài türbe của Sultan Mahmud II.

Mahmud có ít nhất 18 người con trai, trong đó chỉ có hai người sống đến tuổi trưởng thành:
- Şehzade Murad (25 tháng 12 năm 1811 – 14 tháng 7 năm 1812). Được chôn cất trong lăng mộ Hamidiye.
- Şehzade Bayezid (23 tháng 3 năm 1812 – 25 tháng 6 năm 1812) – với Dilseza Kadin. Được chôn cất trong lăng mộ Hamidiye.
- Şehzade Abdülhamid (6 tháng 3 năm 1813 – 20 tháng 4 năm 1825) – với Alicenab Kadın. Được chôn cất trong lăng mộ Nakşidil Sultan.
- Şehzade Osman (12 tháng 6 năm 1813 – 10 tháng 4 năm 1814) – với Nevfidan Kadin. Sinh đôi của Emine Sultan. Được chôn cất tại Nhà thờ Hồi giáo Nurosmaniye.
- Şehzade Ahmed (25 tháng 7 năm 1814 – 16 tháng 7 năm 1815). Được chôn cất tại Nhà thờ Hồi giáo Nurosmaniye.
- Şehzade Mehmed (26 tháng 8 năm 1814 – tháng 11 năm 1814) – với Dilseza Kadin. Được chôn cất tại Nhà thờ Hồi giáo Nurosmaniye.
- Şehzade Mehmed (4 tháng 8 1816 – Tháng 8 năm 1816). Được chôn cất tại nhà thờ Hồi giáo Nurosmaniye.
- Şehzade Süleyman (29 tháng 8 năm 1817 – 14 tháng 12 năm 1819). Được chôn cất tại nhà thờ Hồi giáo Nurosmaniye.
- Şehzade Ahmed (13 tháng 10 năm 1819 – Tháng 12 năm 1819). Được chôn cất tại nhà thờ Hồi giáo Nurosmaniye.
- Şehzade Ahmed ( 25 tháng 12 năm 1819 – tháng 1 năm 1820). Được chôn cất tại nhà thờ Hồi giáo Nurosmaniye.
- Şehzade Abdüllah (1820 – 1820). Được chôn cất tại nhà thờ Hồi giáo Nurosmaniye.
- Şehzade Mehmed (12 tháng 2 năm 1822 – 23 tháng 10 năm 1822). Được chôn cất tại nhà thờ Hồi giáo Nurosmaniye.
- Şehzade Ahmed (6 tháng 7 năm 1822 – 9 tháng 4 năm 1823). Được chôn cất tại nhà thờ Hồi giáo Nurosmaniye.
- Abdül Mecid I (25 tháng 4 năm 1823 – 25 tháng 6 năm 1861) – với Bezmialem Kadın. Sultan thứ 31 của Đế chế Ottoman. Ông là Sultan cuối cùng sinh ra tại Cung điện Topkapi, sau khi cung điện hoàng gia trở thành Cung điện Beşiktaş.
- Şehzade Ahmed (5 tháng 12 năm 1823 – 1824).
- Şehzade Abdülhamid (18 tháng 2 năm 1827 – 1829). Được chôn cất tại lăng mộ Nakşidil Sultan.
- Abdulaziz (18 tháng 2 năm 1830 – 4 tháng 6 năm 1876) – cùng với Pertevniyal Kadin. Sultan thứ 32 của Đế chế Ottoman.
- Şehzade Nizameddin (29 tháng 12 năm 1833 – tháng 3 năm 1838) – với Pertevniyal Kadin hoặc Tiriyal Hanim.

### Con gái
Mahmud II có ít nhất 19 người con gái, nhưng chỉ có 6 người sống sót qua thời thơ ấu và chỉ có 4 người sống đến tuổi kết hôn:
- Fatma Sultan (4 tháng 2 năm 1809 – 5 tháng 8 năm 1809) – với Nevfidan Kadin. Sự ra đời của bà, là người đầu tiên trong triều đại hoàng gia sau 19 năm và chỉ sáu tháng sau khi cha bà lên ngôi, đã gây ra tai tiếng, vì điều đó có nghĩa là bà hẳn đã được thụ thai khi Mahmud vẫn còn là Şehzade và bị giam giữ ở Kafes, điều bị cấm tại thời điểm đó. Bà mất vì bệnh đậu mùa và được chôn cất tại Nhà thờ Hồi giáo Nurosmaniye.
- Ayşe Sultan (5 tháng 7 năm 1809 – tháng 2 năm 1810) – cùng với Aşubcan Kadin. Được chôn cất tại Nhà thờ Hồi giáo Nurosmaniye.
- Fatma Sultan (30 tháng 4 năm 1810 – 7 tháng 5 năm 1825) – cùng với Nevfidan Kadin . Bà mất vì bệnh đậu mùa và được chôn cất tại lăng mộ Nakşidil Sultan.
- Saliha Sultan (16 tháng 6 năm 1811 – 5 tháng 2 năm 1843) – với Aşubcan Kadin. Bà đã kết hôn một lần và có hai con trai và một con gái.
- Şah Sultan (22 tháng 5 năm 1812 – tháng 9 năm 1814) – với Aşubcan Kadin. Được chôn cất tại nhà thờ Hồi giáo Nurosmaniye.
- Mihrimah Sultan (10 tháng 6 năm 1812 – 3 tháng 7 năm 1838) – với Hoşyar Kadın. Cô kết hôn một lần và có một con trai.
- Emine Sultan (12 tháng 6 năm 1813 – tháng 7 năm 1814) – với Nevfidan Kadin. Em gái song sinh của Şehzade Osman. Được chôn cất tại nhà thờ Hồi giáo Nurosmaniye.
- Atiye Sultan (2 tháng 1 năm 1824 – 11 tháng 8 năm 1850) – với Pervizfelek Kadın. Cô kết hôn một lần và có hai con gái.
- Şah Sultan (14 tháng 10 năm 1814 – 13 tháng 4 năm 1817) – mẹ bà là Kadın thứ tư. Được chôn cất tại nhà thờ Hồi giáo Nurosmaniye.
- Emine Sultan (7 tháng 1 năm 1815 – 24 tháng 9 năm 1816) – với Nevfidan Kadin. Cô ấy chết trong Cung điện Beylerbeyi trong một vụ hỏa hoạn. Cô được chôn cất trong lăng mộ Yahya Efendi.
- Zeynep Sultan (18 tháng 4 năm 1815 – tháng 2 năm 1816) – với Hoşyar Kadın. Được chôn cất tại nhà thờ Hồi giáo Nurosmaniye.
- Hamide Sultan (14 tháng 7 năm 1817 – tháng 7 năm 1817).
- Cemile Sultan (1818 – 1818).
- Hamide Sultan (4 tháng 7 năm 1818 – 15 tháng 2 năm 1819). Được chôn cất tại nhà thờ Hồi giáo Nurosmaniye.
- Münire Sultan (16 tháng 10 năm 1824 – 23 tháng 5 năm 1825). Bà chết vì bệnh đậu mùa và được chôn cất tại lăng mộ Nakşidil Sultan.
- Hatice Sultan (6 tháng 9 năm 1825 – 19 tháng 12 năm 1842) – Pervizfelek Kadın. Cô ấy chết trong Cung điện Beşiktaş.
- Adile Sultan (23 tháng 5 năm 1826 – 12 tháng 2 năm 1899) – với Zernigar Kadın. Sau khi mồ côi vào năm 1830, cô được Navfidan Kadın nuôi dưỡng. Bà kết hôn một lần và có một con trai và ba con gái.
- Fatma Sultan (20 tháng 7 năm 1828 – 2 tháng 2 năm 1839) – với Pervizfelek Kadın. Được chôn cất trong lăng mộ Nakşidil Sultan.
- Hayriye Sultan (22 tháng 3 năm 1831 – 15 tháng 2 năm 1833). Bà được chôn cất trong lăng mộ Nakşidil Sultan.

## Trong văn học
Tiểu thuyết trinh thám lịch sử năm 2006, "The Janissary Tree" của Jason Goodwin, lấy bối cảnh Constantinople năm 1836, với những cải cách hiện đại hóa của Mahmud II (và sự phản đối bảo thủ đối với chúng) tạo thành bối cảnh của cốt truyện. Bản thân Sultan và mẹ của ông xuất hiện trong một số cảnh.
Bộ phim Intimate Power năm 1989, còn được gọi là The Favorite, được chuyển thể từ một tiểu thuyết hư cấu lịch sử của Vương tử Michael của Hy Lạp. Bộ phim khắc họa một truyền thuyết về Aimée du Buc de Rivéry là một cô gái trẻ người Pháp bị bắt, sau nhiều năm sống trong hậu cung Ottoman, đã sống lâu hơn hai vị Sultan và bảo vệ Mahmud như người mẹ nuôi của mình. Mahmud là một vai phụ trong phim nhưng được miêu tả vừa là người lớn vừa là trẻ em. Bộ phim kết thúc bằng một biến thể về sự kế thừa đầy kịch tính của ông.